# Vercoia
Vercoia is een geslacht van kreeftachtigen uit de klasse van de Malacostraca (hogere kreeftachtigen).

## Soorten
- Vercoia gibbosa Baker, 1904
- Vercoia interrupta J.N. Kim & Fujita, 2004
- Vercoia japonica Komai, 1995
- Vercoia socotrana Ďuriš, 1992